# Æthelfrith northumbriai király
Æthelfrith vagy Aethelfrith (? – 616) a kora középkori angol állam, Bernicia uralkodója volt 593 - 604 között, majd 604-ben Deira királyságát is megszerezte, a két királyságot Northumbria néven egyesítette és uralkodott felette 616-ig, míg egy hadjárat során el nem esett a Raedwald kelet-angliai király elleni harcban.

## Uralkodása

A Brit-sziget politikai térképe a 7. század első felében.

Æthelfrith Ida, az első történelmileg igazoltan létező berniciai király unokája volt, Æthelric király fia. Æthelfrith Hussa királyt követően került a berniciai trónra, 593-ban. 
Æthelfrith uralkodásáról meglehetősen keveset tudunk, uralkodásának egyedüli jelentős dokumentálója Beda Venerabilis angol szerzetes, történetíró volt, aki egy évszázaddal később készült munkájában beszámolt a berniciai király több hadjáratáról és kiemelte, hogy Æthelfrith még pogány volt. Beda szerint Æthelfrith hadjáratainak nagy részét a britonok ellen viselte, "több területet hódítva el tőlük, mint előtte bármelyik király". 
Áedán mac Gabráin, a kelta Dál Riata királyság uralkodója 603-ban a britonok segítségére sietett és megtámadta Berniciát. Habár - Beda Venerabilis szerint - a dál riatai sereg számban messze felülmúlta a berniciai sereget, Æthelfrith fényes győzelmet aratott felette a dagsastani csatában. Áedán seregének nagy része odaveszett, a király is csak nehezen tudott elmenekülni a csatatérről, ugyanakkor Æthelfrith serege is súlyos veszteségeket szenvedett, a csatában a király testvére, Theodbald is elesett. 
Egy év múlva Æthelfrith - ismeretlen körülmények között - megszerezte Deira angolszász királyság trónját is. A trón megszerzése valószínűleg nem békés körülmények között ment végbe, ezt igazolja az a tény is, hogy Ælle deirai király fia, Eadwine számüzetésbe kényszerült. Deira elfoglalását követően Æthelfrith a két országot egyesítette, létrehozva Northumbria királyságát. 
Æthelfrith 616-ig uralta Northumbriát, amikor az elűzött deiriai trónörökös, Eadwine Kelet-Anglia királyának, Rædwaldnak a segítségét kérte Æthelfrith hatalmának megdöntésére. A kelet-angliai király hadseregével Æthelfrith ellen vonult, akinek seregével az Idle folyó mellett ütközött meg. A csata Rædwald győzelmével végződött, Æthelfrith maga is holtan maradt a csatatéren. A csatát követően Eadwine Northumbria királyává koronáztatta magát, Æthelfrith fiai pedig elmenekültek. 633-ban azonban Gwynedd és Mercia királyainak közös hadserege lerohanta Northumbriát és az egyik csatában Eadwine maga is életét vesztette. Halála után nem sokkal Æthelfrith fiai szerezték vissza a trónt és az általuk alapított dinasztia uralta Northumbriát a 8. század végéig.

## Családja
Æthelfrith Achát, Ælle deirai király lányát (Eadwine testvérét) vette feleségül, valószínűleg még Deira elfoglalása előtt. Házasságukból nyolc gyermek született, közülük hárman lettek később uralkodók:
- Eanfrith, aki 633 - 634 között Bernicia királya volt.
- Szent Oswald, Northumbria királya 634 - 642 között.
- Oswiu, Northumbria uralkodója 642 - 670 között.